# Mistrovství světa v ledním hokeji 2011 (Divize II)
Mistrovství světa v ledním hokeji 2011 (Divize II) se konalo od 4. do 10. dubna 2011 v Austrálii (Melbourne) a od 10. do 16. dubna v Chorvatsku (Záhřeb).

## Skupina A

### Účastníci
| Tým           | Kvalifikace                                  |
| ------------- | -------------------------------------------- |
| Srbsko        | 6. místo v Divizi I - Skupina A a sestup.    |
| Austrálie     | Pořadatel, 2. místo v Divizi II - Skupina A. |
| Belgie        | 3. místo v Divizi II. - Skupina A.           |
| Nový Zéland   | 4. místo v Divizi II. – Skupina A.           |
| Mexiko        | 5. místo v Divizi II. – Skupina A.           |
| Severní Korea | 1. místo v Divizi III - Skupina B a postup.  |

### Tabulka
| Tým           | Z | V | VP | PP | P | GV | GI | +/- | B  |
| ------------- | - | - | -- | -- | - | -- | -- | --- | -- |
| Austrálie     | 5 | 5 | 0  | 0  | 0 | 27 | 6  | +21 | 15 |
| Nový Zéland   | 5 | 3 | 0  | 0  | 2 | 19 | 8  | +11 | 9  |
| Srbsko        | 5 | 3 | 0  | 0  | 2 | 22 | 11 | +11 | 9  |
| Belgie        | 5 | 3 | 0  | 0  | 2 | 19 | 14 | +5  | 9  |
| Mexiko        | 5 | 1 | 0  | 0  | 4 | 8  | 31 | -23 | 3  |
| Severní Korea | 5 | 0 | 0  | 0  | 5 | 0  | 25 | -25 | 0  |

Pozn.: Jak oznámila IIHF, severokorejská reprezentace krátce před začátkem turnaje odřekla svou účast z finančních důvodů. Všechny naplánované zápasy tak byly podle pravidel kontumovány.

### Zápasy
| Datum     | Tým           | Výsledek                              | Tým           |
| --------- | ------------- | ------------------------------------- | ------------- |
| 4.4.2011  | Belgie        | 3 – 2 (1 – 1 , 2 – 0 , 0 – 1) Report  | Srbsko        |
| 4.4.2011  | Severní Korea | 0 – 5 kontumačně                      | Nový Zéland   |
| 4.4.2011  | Austrálie     | 11 – 1 (1 – 0 , 4 – 0 , 6 – 1) Report | Mexiko        |
| 5.4.2011  | Srbsko        | 6 – 4 (4 – 1 , 0 – 0 , 2 – 3) Report  | Nový Zéland   |
| 5.4.2011  | Mexiko        | 5 – 0 kontumačně                      | Severní Korea |
| 6.4.2011  | Austrálie     | 5 – 3 (0 – 0 , 3 – 1 , 2 – 2) Report  | Belgie        |
| 7.4.2011  | Srbsko        | 7 – 0 (1 – 0 , 4 – 0 , 2 – 0) Report  | Mexiko        |
| 7.4.2011  | Belgie        | 0 – 5 (0 – 2 , 0 – 3 , 0 – 0) Report  | Nový Zéland   |
| 7.4.2011  | Austrálie     | 5 – 0 kontumačně                      | Severní Korea |
| 8.4.2011  | Severní Korea | 0 – 5 kontumačně                      | Srbsko        |
| 9.4.2011  | Mexiko        | 2 – 8 (1 – 1 , 0 – 3 , 1 – 4) Report  | Belgie        |
| 9.4.2011  | Nový Zéland   | 0 – 2 (0 – 0 , 0 – 2 , 0 – 0) Report  | Austrálie     |
| 10.4.2011 | Belgie        | 5 – 0 kontumačně                      | Severní Korea |
| 10.4.2011 | Nový Zéland   | 5 – 0 (1–0, 2–0, 2–0) Report          | Mexiko        |
| 10.4.2011 | Srbsko        | 2 – 4 (1–2, 0–1, 1–1) Report          | Austrálie     |

## Skupina B

### Účastníci
| Tým        | Kvalifikace                                           |
| ---------- | ----------------------------------------------------- |
| Chorvatsko | Pořadatel, 6. místo v Divizi I. - Skupina B a sestup. |
| Rumunsko   | 2. místo v Divizi II. - Skupina B.                    |
| Island     | 3. místo v Divizi II. – Skupina B.                    |
| Bulharsko  | 4. místo v Divizi II. – Skupina B.                    |
| Čína       | 5. místo v Divizi II. – Skupina B.                    |
| Irsko      | 1. místo v Divizi III - Skupina A a postup.           |

### Tabulka
| Tým        | Z | V | VP | PP | P | GV | GI | +/- | B  |
| ---------- | - | - | -- | -- | - | -- | -- | --- | -- |
| Rumunsko   | 5 | 5 | 0  | 0  | 0 | 47 | 8  | +39 | 15 |
| Chorvatsko | 5 | 4 | 0  | 0  | 1 | 53 | 10 | +43 | 12 |
| Island     | 5 | 3 | 0  | 0  | 2 | 24 | 18 | +6  | 9  |
| Čína       | 5 | 2 | 0  | 0  | 3 | 26 | 25 | +1  | 6  |
| Bulharsko  | 5 | 1 | 0  | 0  | 4 | 17 | 42 | -25 | 3  |
| Irsko      | 5 | 0 | 0  | 0  | 5 | 4  | 68 | -64 | 0  |

### Zápasy
| Datum     | Tým        | Výsledek                           | Tým        |
| --------- | ---------- | ---------------------------------- | ---------- |
| 10.4.2011 | Rumunsko   | 9 – 4 (5 – 1, 1 – 2, 3 – 1) Report | Čína       |
| 10.4.2011 | Irsko      | 0 – 6 (0 – 2, 0 – 4, 0 – 0) Report | Bulharsko  |
| 10.4.2011 | Island     | 0 – 9 (0 – 3, 0 – 3, 0 – 3) Report | Chorvatsko |
| 11.4.2011 | Čína       | 5 – 0 (0-0, 2-0, 3-0) Report       | Irsko      |
| 11.4.2011 | Rumunsko   | 4 – 2 (0-1, 2-1, 2-0) Report       | Island     |
| 11.4.2011 | Chorvatsko | 17 – 2 (4-0, 9-1, 4-1) Report      | Bulharsko  |
| 13.4.2011 | Island     | 3 – 2 (0-0, 3-0, 0-2) Report       | Bulharsko  |
| 13.4.2011 | Rumunsko   | 22 – 0 (6-0, 8-0, 8-0) Report      | Irsko      |
| 13.4.2011 | Chorvatsko | 5 – 2 (1-1, 3-0, 1-1) Report       | Čína       |
| 15.4.2011 | Bulharsko  | 1 – 10 (0-3, 1-5, 0-2) Report      | Rumunsko   |
| 15.4.2011 | Čína       | 3 – 5 (1-1, 1-3, 1-1) Report       | Island     |
| 15.4.2011 | Irsko      | 4 – 21 (1-7, 0-6, 3-8) Report      | Chorvatsko |
| 16.4.2011 | Island     | 14 – 0 (6-0, 5-0, 3-0) Report      | Irsko      |
| 16.4.2011 | Bulharsko  | 6 – 12 (0-2, 4-5, 2-5) Report      | Čína       |
| 16.4.2011 | Chorvatsko | 1 – 2 (1-0, 0-1, 0-1) Report       | Rumunsko   |